# Aleksandr Gutjkov

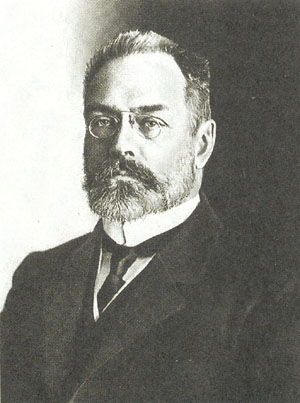
Aleksandr Gutjkov.

Aleksandr Ivanovitj Gutjkov, även skrivet Gutsjkov, (ryska: Александр Иванович Гучков), född 14 oktober 1862 i Moskva, död 14 februari 1936 i Paris, var en rysk affärsman, äventyrare och politiker. 

## Biografi
Aleksandr Gutjkov ärvde en förmögenhet från fadern, som drev industri, som han sedan ytterligare ökade genom egna affärer. Han studerade ekonomi vid universiteten i Moskva och Berlin och gjorde långa resor till Sibirien, Mongoliet och Sydafrika. Han deltog i boerkriget (1899-1902, som frivillig på boernas sida) och i Ilindenupproret på Balkan (1903, på upprorsmännens sida). Under rysk-japanska kriget (1904-1905) arbetade han för ryska Röda korset.
Efter den ryska revolutionen 1905, deltog han sig i skrivandet av oktobermanifestet och intog en ledande ställning i det därav bildade politiska partiet oktobristerna, som ville åstadkomma försiktiga politiska reformer utan att störta tsardömet. Han stödde premiärminister Pjotr Stolypin och dennes reformer. År 1907 blev han invald i duman (parlamentet) och blev 1910 dess talman. Men när Stolypin mördades 1911 och reformerna avbröts, avgick han som talman. Han blev inte omvald i valet 1912. Från 1913 var han vald ledamot av riksrådet.
Under första världskriget arbetade han åter för Röda korset, men också med arméns försörjning med ammunition. Vid februarirevolutionen 1917 ingick han som krigsminister i den provisoriska regeringen. Han deltog i deputationen som uppvaktade tsaren Nikolaj II i Pskov och hämtade dennes skriftliga tronavsägelse. I maj 1917 avgick han ur regeringen. När Lenin och bolsjevikerna tog makten i oktoberrevolutionen, flyttade Gutjkov till Tyskland och försökte organisera en opposition mot bolsjevikerna och finansiering för Vita armén.
Hans memoarer på ryska utgavs 1993 i Moskva (ISBN 5-86397-001-4).